# 本間輝章
本間 輝章（ほんま てるあき、男性）は、日本の歯科医師。
医療法人社団 千寿会および医療法人社団 本間歯科の理事長である。また、インプラントロジスト育成チーム「F.I.S.T. （国際口腔インプラント学会認定勉強会）」の代表である。

## 経歴
2004年に日本歯科大学卒業後、臨床研修医を経て、（医）本間歯科グループに勤務。1年半の臨床の後、米国ニューヨーク大学（NYU）に留学。総合診療科で審美歯科を学んだ後はインプラントペリオ科に進む。同科卒業後は総合診療科、審美歯科・インプラント科の3科で臨床指導歯科医となる。
2010年に帰国し、再び（医）本間歯科グループで診療にあたる。並行して、国際学会での発表、通訳、翻訳などを請け負う。
2011年、ICOI国際インプラント学会指定の講習会「F.I.S.T.」を立ち上げ、若手インプラントロジストの育成に携わる。
2014年、世界最大の国際インプラント学会の世界大会に招聘され講演を行う。同大会において、衛生士部門で表彰を受ける。
2024年、（医）本間歯科グループ「新松戸総合歯科診療所」「オリエント歯科クリニック」「ちはら歯科医院」「いそべ歯科診療所」「あすみ総合歯科診療所」「勝浦総合歯科クリニック」の理事長として運営と診察を行う。
TOKYO2020オリンピック・パラリンピック選手村でボランティア歯科スタッフのチーフを勤める。

## 学会及び社会における活動
- 厚生労働省指定臨床研修指導
- 元米国ニューヨーク大学（NYU）臨床指導医
- 国際口腔インプラント学会（ICOI）日本大使[4][5][6]
- 日本メタルフリー歯科学会理事[7]
- ADIA Japan（国際インプラント学会認定衛生部門）代表
- F.I.S.T.（国際口腔インプラント学会認定勉強会）代表[1]
- Leading Implant Center登録歯科医[8]
- 日本スポーツ歯科学会公認学術研修会修了[2]